# ヴィジュアルプリズン
『ヴィジュアルプリズン』（VISUAL PRISON）は、A-1 Pictures制作による日本のテレビアニメ作品。略称は「ヴィジュプリ」。2021年10月から12月までTOKYO MXほかにて放送された。
上松範康原作によるオリジナルアニメであり、音楽は上松が率いる音楽クリエイター集団Elements Gardenが担当する。
物語の骨心は、ヴァンパイアとなった人々が結成した音楽バンドが、一定期で行われる「ヴィジュアルプリズン」にて嘘のない想いの音楽と想いの幻想空間のパフォーマンスにより、人間・ヴァンパイアを魅了し、「紅い月」へ想いを捧げ勝敗を競う物語。

## あらすじ
音楽、それは想いを繋いだ絆であり、人同士を繋ぎ、数々の障壁を乗り越えて人に思いを伝えていくもの。それとなる力は、人ならざるものであるヴァンパイアを変えるものかもしれないと思われるものだった。高い知性、そして美貌を備えている永遠の命が存在し、闇に生きつつ愛する音楽を歌い、様々にものを生み出していった。また、人間はアーティストの多くが人ならざるものであることを知らずに音楽に熱狂した。それは「ヴィジュアル系」とも呼ばれるものでもあった。現代において、ヴァンパイアは日本・東京のハラジュクに集まり、年に一度、彼らの宴である「ヴィジュアルプリズン」を開催する場所を示した紅い月の下、彼らの能力は高まっており、プリズンと呼ばれる結界の展開および舞台の生み出しから、観客を彼らのパフォーマンスで魅了していく。毎年10月の宴の日には「最も美しい歌」を「紅い月」へと捧げた者は、大きく強い力を授かっていくのだった。願いを叶え、己の音楽を示そうと、それを愛する人々のために様々な思惑を持った彼らが寄りあうハラジュクに奇跡の歌が響いていく物語が始まる。

## 登場人物
演は舞台版の俳優。

### O★Z
メンバーはギルティアを含む4人。
結希 アンジュ（ゆうき アンジュ）
声 - 千葉翔也、指出毬亜（幼少期） / 演 - 正木郁
本作の主人公である人間とヴァンパイアの中間の資質（ハーフ）を持つ、ダンピールの少年｡ 日本出身。身長175cm、3月31日生まれ。イメージカラーはFatal Orange。
不器用な性格ではあるが、芯の強いところがある。内に強い孤独感を感じており、故郷のアヅミノに馴染めないと感じていた。
祖母の死により天涯孤独の身となったのを機にハラジュクに上京した。上京後はギルティアの家に居候している。
幼少期より音楽を趣味としており、初代ECLIPSEのギルティアの歌に憧れを抱いていた。
紅い月の影響で眠っていた(抑制状態、つまり、潜在能力としてある状態)、もしくは封印されていた可能性もあるヴァンパイアの力に目覚めるが、オリジナルに近いためか、力をコントロールできていない模様。アンジュが赤ん坊の頃に両親が既に亡くなっているため、詳細は不明。しかし、そのために弱点が多く、人間よりはゆっくりではあるもののいつか老いて死んでしまう。完全なヴァンパイアになるには、親に吸血してもらう必要がある。
憧れの人であるギルティアから歌が綺麗だと言われるほどの歌声を持っている。
また、ロビンには音楽バカと言われている。
名の由来は、子を身ごもった両親が仮に天ちゃんと読んでいた所からそのまま天使（フランス語でアンジュ）の名を継承したことによるものと思われる。
ギルティア・ブリオン
声 - 古川慎 / 演 - 佐々木喜英
 フランス出身。身長185cm、12月24日生まれ。イメージカラーはGuilty Blue。通称は「ギル」。
初代ECLIPSEのメンバーであったが、解散後は隠居生活を送ることになった。
足りない言葉から周りには誤解をよく与えているものの、本人はそれについて自覚していない。
アンジュとは歌えないと言っており、以降は関わらないようにイヴに世話を任せた。
イヴ曰く自分の淹れたコーヒーよりギルティアの淹れたコーヒーの方がおいしい。
かつて人間の友人・長瀬豊がおり、ECLIPSE解散後は彼と音楽を作っていたが、彼が事故で亡くなったことによりショックで歌えなくなっていた。アンジュからは「ギルはまだ歌える。大切な人がいなくなっても辛いことがあってもギルはまだここにいるじゃないか」と言われ、とある約束をして、最後にO★Zのメンバーになる。
メイクのことを儀式だと言い、また「鏡に映るありのままの自分が嫌いで、出番前の不安に満ちた顔が気に入らない、そんなものをステージで見せるなど自分の美学に反する。故に肌を塗り、目を、口を描き上げた。ギルティア・ブリオンから(初代)ECLIPSEのギルになるために」と言っている。
音楽に関しては妥協せず最高の音しか許さないため、ロビンに鬼と言われた。
本来の年齢は約250才。
ディミトリとハイドとは人間時代からの腐れ縁であり、ヴァンパイアとしての兄弟(ヴァンパイアにした人物が同じ)でもある。
紅い月の罰を二度受けており、そのうちの一度は大罪であるため残りの命が少ない。
イヴ・ルイーズ／カルミラ・シャンドン
声 - 七海ひろき / 演 - 健人
 フィンランド出身。身長183cm、7月1日生まれ。イメージカラーはDual Violet。
ギルティアの良き理解者および同居人であり、優しい心を持った穏やかな性格の人物。
鼻は利く方で、まだヴァンパイアになる前のロビンを人間だと気付いた。
まだ人間だった頃のイヴは、人間を襲うヴァンパイアの存在を知り、ハンターとしてヴァンパイアとあらば容赦なく狩っていた。しかし、カルミラ・シャンドンに出会いヴァンパイアでも人間と共生する者がいることを知り、その出会いがきっかけでヴァンパイアになる。
ヴァンパイアとなってからも、同胞を襲うヴァンパイアが現れた際はハンターとして目覚め、ヴァンパイアを狩っていた。ハンターとして暴走している自分に気付いていることもあり、狩りの最中は弔いの意味を込めた歌を歌う。
ギルティアもその事情を知っており、ハンターとして目覚めたイヴが現れた時は、ロビンやアンジュに外に出ないように伝えたが、言いつけを破った二人は外出してしまい、若いヴァンパイアが襲われているところに巻き込まれたことでイヴがハンターであると知ってしまう。いつかハンターとしての自分がアンジュ達まで狩ってしまうことを恐れ、黙って姿を消そうとしたが二人に止められた。
イヴは自分の歌は化け物の叫びだと思い自分自身を否定し、ずっと苦しんでいたのを、アンジュから祈りの歌だと言われO★Zに誘われた。当初は誘いを辞退しようとしたが、アンジュに「信じてる」と言われO★Zに加入する。ロビンの次に加入したため、2番目にメンバーになった。
部屋には家具や家電などが何もなく床で寝ていたため、それが理由でロビンには怖くなってきたと言われ、ギルティアにも同意される。
肉体を持たない伝説の女ヴァンパイアとなったカルミラ・シャンドンに憑依されており、ケチャップを摂取することにより風貌と性格が豹変し、仲間に悪戯をする。マヨネーズで彼女が眠り元に戻る。理由はマヨネーズが嫌いだから。しかし、この一連の出来事の後にロビンから「一生ケチャップ禁止」と言われた。
ロビン・ラフィット
声 - 堀江瞬 / 演 - 設楽銀河
 イギリス出身。身長177cm、10月22日生まれで、イメージカラーはInnocent Yellow。
著名な声楽家で、幼少期はクラシック界で活躍しており、天使の歌声と称された。一番最初にO★Zに加入したメンバー。
ハラジュクには遊びに来たといっていたが、本当の目的は人探しであり、双子の兄であるジャックに会うために来日した。アンジュと友人になり、泊る所がなかったためギルティアの家に行ったもののヴァンパイアではなかったため追い出される。その後、兄であるジャックに会えたものの知らないと言われた挙句、サガに命じられたミストにつまみ出される。その後、サガによりジャックともう一度会うことが出来たものの、冷たくあしらわれた上に記憶を消されそうになるが、その後和解。兄であるジャックに吸血されてヴァンパイアになったことで、その後はギルティアの家に居候する。
甘いものと双子の兄であるジャックが好き。耳が良く、人間の認識をゆがめる効力のあるメイクで認識が阻害されているにも拘らず、ジャックの声だけで探し人である兄だと気付いた。ギルティアにヴァンパイアになる選択をしたことの意味について問われたが、自分の大切なものを選んだだけだと告げている。
アンジュの言葉を聞き、イヴにO★Zに入ってほしいということを解釈し、「O★Zにはイヴさんが必要だ」と言い、彼がO★Zに加入する後押しをした。
音楽対しては、嘘をつかない。
ジャックが人間を吸血したことをディミトリに気付かれた際は「兄さんに文句があるなら僕に言え」と返そうとするも、ジャックに遮られる。

### LOS†EDEN
インディーズとしては人気があり、ライブのチケットはなかなか取れない。
サガ・ラトゥール
声 - 江口拓也 / 演 - 辻凌志朗
メインヴォーカルおよびリーダー。元ECLIPCEのメンバー。 イギリス出身。身長188cm、9月18日生まれ。イメージカラーはRuby Rouge。
無口ではあるが、怒りと激情が音楽から溢れている。多くの人々を惹きつけるカリスマ性もある一方で、その思想を恐れるヴァンパイアも多い。
ギルティアとは初代ECLIPSE時代に何かがあったらしく、彼を深く憎んでいる。
本来の年齢は約60才で、初代ECLIPCEでは最年少。
ミスト・フレーヴ
声 - 島﨑信長 / 演 - 宮城紘大
LOS†EDENの大番頭。 日本出身。身長187cm、11月13日生まれ。イメージカラーはObedience Cyan。
冷静沈着かつ頭脳明晰。サガに心酔し、サポートに力をつくしている。
サガのことを様付けで呼ぶこともあるが、サガにはその度に仲間に様をつけるなと言われる。
人間だった頃は病に蝕ばれ、余命幾許もない状態だった。己の築き上げてきた資産を託すに足る相手を探していた時にサガと通信を通して出会い、全てを託す事に決めた。 絶望の中、ビルの屋上から死のうとした時にサガが現れ助けられた。その際に吸血されたことでヴァンパイアになった。そのため、サガのことを親でもあり、仲間でもあると言っている。
ヴーヴ・エリザベス
声 - 永塚拓馬 / 演 - 安部瞬
 ハンガリー出身。身長165cm、8月7日生まれ。イメージカラーはExotic Pink。通称は「ベス」。
アパレルショップ「ルージュリアン」を経営している。美しいものが大好きで、美を求めている全ての人々に対しその手を差し伸べる。
魔術に造詣がある。
ハラジュクにいるヴァンパイアの中で最古参のヴァンパイアである。
本来の年齢は約450才。彼の実年齢を知ったジャックに「じゃあベスはしわしわ…」と言われかけるも、一睨みして黙らせる。
ジャック・ムートン
声 - 矢野奨吾 / 演 - 渡部大稀
 イギリス出身。身長155cm、10月22日生まれで、イメージカラーはEnvy Green。
悪戯が大の趣味で、強かな性格を隠そうとしない、小悪魔な気質でもある。
エリザベスのアパレルブランド「ルージュリアン」を手伝っており、イメージモデルも担当している。
ロビンの双子の兄。ロビンの声に嫉妬しており、殺そうとしたこともあるが、傷ひとつつけられなかった。その後行方をくらますが、ロビンと再会し後に和解している。
同意があったとはいえロビンをヴァンパイアにしたため、紅い月のルールを破ったことになり、心臓が砕けて一瞬死んでしまったものの、不死のため復活。しかし、心臓にはヒビが入っており、残りの命が少ない。
ハイドに人間を吸血したことに気づかれた際は、ロビンのことを庇い、自分がしたいからしたと言った。

### ECLIPSE
いずれも初代からのメンバーで、世界的に活躍している フランス出身のヴォーカリスト。ヴァンパイアとなった貴族時代から領民を守る行動から発展して、人間を守るために「人間を吸血してはならない」というルールを新たに追加した。また、次のヴィジュアルプリズンに優勝し、更に新たなルールを追加しようとしている。ディミトリ・ハイド共に本来の年齢は約250才。
ディミトリ・ロマネ
声 - 増田俊樹 / 演 - 稲垣成弥
身長195cm、5月5日生まれで、イメージカラーはInvincible Gray。
ポジティブで明るい性格であり、破天荒かつ完璧主義者でもある。
アンジュの作りかけの音楽を聴き、まだ音楽にすらなっていないと言ったが、悪くないとも言っている。
同胞を襲うヴァンパイアを獣と言っている。
アンジュの歌声を自分たちにはない音、水のように美しく、澄んだ清らかさだと言った。
ファンのことを子羊と呼び、彼女らが喜ぶなら、と様々な番組やドラマに出演している。
ジャックが人間を吸血したことに気づいた。
ギルティアのかつての仲間のよしみで、O★Zの初ライブの際に祝いを贈った。
ハイド曰く「博識だが普段は紙一重の方。」
ハイドとギルとは人間時代からの腐れ縁であり、ヴァンパイアとしての兄弟でもある。
ハイド・ジャイエ
声 - 蒼井翔太 / 演 - 法月康平
身長190cm、2月14日生まれで、イメージカラーはSuperior White。
優雅な物腰であるが、ディミトリや知人と対面する時には毒舌家の面を表している。
アンジュの作りかけの音楽を聴き、「かわいらしい音がしますね」と評した。
同胞を襲うヴァンパイアが現れた際、ある歌が現れることを知っている。
イヴのことを“同胞殺し”と呼ぶが、「その力を正しく使っている。弱者をいたぶる強者などただのゴミなのでいくらでも殺せばいい」とも言っている。
ギルティアのかつての仲間のよしみで、O★Zの初ライブの際に祝いを贈った。
ディミトリとギルとは人間時代からの腐れ縁であり、ヴァンパイアとしての兄弟でもある。
O★Zの歌には、不思議な暖かさを感じる、アンジュの故郷のようだと言っている。

### その他
パンニャ
声 - 杉田智和
ハラジュクに生息している。パンダのような外見をしているが、れっきとした猫。
長瀬豊
声 - 木村良平 
アンジュの父親でありギルティアのかつての友人。琴美と共に事故で死亡した。
結希琴美
声 - 小林沙苗 
アンジュの母親。豊と共に事故で死亡した。ギルいわく、太陽のように明るい人。
デヴィッド・サロン
ディミトリ、ハイドの執事。

## 用語
ヴィジュアルプリズン
年に一度、10月最後の日に開催されるヴァンパイアたちによる歌の競演。  本祭で紅い月に最も美しい歌を捧げたヴァンパイアが勝者となるため、ライブや配信などで自分たちの歌を皆に聴かせて活動している。紅い月に認められメンバーを集めると、ヴィジュアルプリズンという仮想空間を展開できるようになり、観客にメンバーの想いを空間を通じて伝えることが可能になる。競演の勝者には紅い雫が与えられる。
ヴァンパイア
高い知性と美貌を備え、永遠の命を有する存在であるが、ヴァンパイアの不老不死は完全なものではない。
時が経つほど力を増していき、翼で空を飛んだり霧となって瞬間移動が可能になる。ヴァンパイアは食事を必要としないため、徐々に食欲が無くなる。心臓が結晶化して不老不死となる。  吸血によって仲間を増やせるが、その対象は人間の男性に限られる。本能的な欲求として吸血衝動があり、気が高ぶると目が紅くなる。
ハラジュク
東京・原宿をモデルとした並行世界の街。
伝説的なロックバンドであるECLIPSE（初代）が、かつてハラジュクで活動していた。アンジュもECLIPSE（初代）を追ってハラジュクに来た。
O★Z、LOS†EDEN、ECLIPSEもハラジュクで活動している。
ダンピール
ごく稀にヴァンパイアと人間の女性との間に子が成される場合があり、ダンピールと呼ばれる。非常に珍しい存在とされている。ハラジュクにいるヴァンパイアの中で最古参のベスでさえ、アンジュが初めて会うダンピールだった。ダンピールは片眼のみが紅くなる。
ダンピールは、人間とヴァンパイアの間の存在である事から、ヴァンパイアとしては完全ではない。そのためヴァンパイアのような不老不死ではなく、人間よりは緩やかではあるが成長し寿命を迎える。完全なヴァンパイアになるためには、ヴァンパイアの親から吸血してもらう必要がある。
ECLIPSE（初代）
かつてハラジュクで活躍していたカリスマ的なロックバンド。当初はギル、ハイド、ディミトリの3人のバンドであったが、ギルと共に音楽をやりたったサガが、ハラジュクまで紅い月を追って探し当て加入した。ギルがボーカル、サガがギター、ハイドがベース、ディミトリがドラムを担当していたが、その後ギルの解散の宣言により解散。
紅い月
空に浮かぶ紅い色の球体。ヴァンパイアにしか見ることができない。ヴァンパイアを守り、力を与える一方で、何度か紅い月のルールを破っているギルティアのように体に亀裂ができ、残りの命が少なくなるというような、定められたルールを破った者には罰を与える。紅い月に歌を認められると、刻印を授かりグループ名をもらえる。メンバーを集めるとヴィジュアルプリズンという仮想空間を展開できるようになり、ヴィジュアルプリズン本祭で歌う事ができる。
紅い雫
ヴィジュアルプリズンに勝利したグループが、紅い月から与えられる結晶の欠片。強い輝きを放ち、ヴァンパイアに力を与える。10個集めれば〝紅い月のルール〟を新たに定めることができる。
紅い雫である結晶の欠片は液体にして飲む事ができる。何でも叶うという事ではないが、欠片をたくさん集めるといろいろな事が可能になるらしい。

## スタッフ
- 原作 - 上松範康、Afredes[5]
- 総監督 - 古田丈司[5]
- 監督 - 田中智也[5]
- シリーズ構成 - 菅原雪絵[5]
- キャラクター原案 - 片桐いくみ[5]
- キャラクターデザイン - 芝美奈子[5]
- サブキャラクターデザイン - 山口仁七、矢向宏志、横山穂乃花[5]
- プロップデザイン - 木藤貴之[5]
- 美術監修 - 加藤浩[5]
- 美術監督 - 坂上裕文[5]
- 美術設定 - 加藤浩、前田みつき[5]
- 色彩設計 - ホカリカナコ、森田真由[5]
- CGディレクター - 雲藤隆太[5]
- 撮影監督 - 鈴木彬人[5]
- 編集 - 西村英一[5]
- 音響監督 - 本山哲[5]
- 音楽 - Elements Garden（藤間仁、菊田大介、近藤世真）[5]
- 音楽制作 - アニプレックス、アリア・エンターテイメント
- 音楽プロデューサー - 上松範康[17]、藤間仁、山内真治、横山朱子
- プロデューサー - 横山朱子、伊藤英生
- アニメーションプロデューサー - 菊池雄一郎
- 制作 - A-1 Pictures[5]
- 製作 - Project VP（アニプレックス、博報堂DYミュージック&ピクチャーズ、シーエムアイ、TOKYO MX、ABCアニメーション、WOWOW、コンテンツシード、ブシロード）[5]

## 主題歌
特記ない限り作詞・作曲は上松範康が担当する。
「残酷シャングリラ」
O★Zによるオープニングテーマ。編曲は藤永龍太郎。
「BLOODY KISS」
LOS†EDENによるエンディングテーマ。編曲は竹田祐介。
「玉座のGEMINI」
ECLIPSEによる挿入歌。編曲は都丸椋太。
「ギルティ†クロス」
初代ECLIPSEによる挿入歌。編曲は藤永龍太郎。
「シャルムの輪廻」
ヴーヴ・エリザベス（永塚拓馬）による挿入歌。編曲は竹田祐介。
「極上Jealousy」
ジャック・ムートン（矢野奨吾）による挿入歌。作詞はSpirit Garden、編曲は日高勇輝。
「AI=ZO」
ロビン・ラフィット（堀江瞬）とジャック・ムートン（矢野奨吾）による挿入歌。編曲は藤永龍太郎。
「Nemesis」
イヴ・ルイーズ（七海ひろき）による挿入歌。作曲・編曲は藤永龍太郎。
「Wing with wind」
結希アンジュ（千葉翔也）による挿入歌。編曲は藤永龍太郎。
「HEART JACK」
ロビン・ラフィット（堀江瞬）による挿入歌。作詞はSpirit Garden、編曲は笠井雄太。
「My Principal」
ミスト・フレーヴ（島﨑信長）による挿入歌。作詞はSpirit Garden、編曲は近藤世真。
「銀河ティアラ」
カルミラ・シャンドン（七海ひろき）による挿入歌。作曲・編曲は竹田祐介。
「ROYAL CROWN」
ECLIPSEによる挿入歌。編曲は都丸椋太。
「K or K」
サガ・ラトゥール（江口拓也）による挿入歌。編曲は竹田祐介。
「SKY」
ギルティア・ブリオン（古川慎）による挿入歌。作曲・編曲は藤永龍太郎。
「SACRIFICE」
LOS†EDENによる挿入歌。編曲は竹田祐介。
「ANGELIST」
O★Zによる挿入歌。編曲は藤永龍太郎と竹田祐介。

## 各話リスト
| 話数 | サブタイトル     | 脚本                | 絵コンテ   | 演出       | 作画監督                                       | 総作画監督        | 初放送日       |
| ---- | ---------------- | ------------------- | ---------- | ---------- | ---------------------------------------------- | ----------------- | -------------- |
| #1   | ギルティ†クロス  | 菅原雪絵            | 古田丈司   | 飛田剛     | 石崎夏海 木藤貴之 石川洋一 牛尾優衣            | 矢向宏志          | 2021年 10月9日 |
| #2   | シャルムの輪廻   | 菅原雪絵            | 田中智也   | 池田愛彩   | 斉藤準一                                       | 山口仁七          | 10月16日       |
| #3   | AI=ZO            | 菅原雪絵            | 小俣真一   | 渡辺有紀   | 川﨑玲奈 前澤弘美                              | 川﨑玲奈          | 10月23日       |
| #4   | Nemesis          | 小川ひとみ 菅原雪絵 | 菊池貴行   | 菊池貴行   | 前澤弘美 吉田和香子                            | 川﨑玲奈          | 10月30日       |
| #5   | Wing with wind   | 菅原雪絵            | 相澤伽月   | 田中貴大   | 石川洋一 矢向宏志 小島真清 津久井快 岡崎耕太郎 | 矢向宏志 戸沢東   | 11月6日        |
| #6   | 残酷シャングリラ | 渡邊大輔            | 渡部穏寛   | 若堀久高   | 山崎浩平                                       | 山口仁七          | 11月13日       |
| #7   | My Principal     | 渡邊大輔            | 飛田剛     | 飛田剛     | 斉藤準一 井元一彰                              | 戸沢東            | 11月20日       |
| #8   | 銀河ティアラ     | 菅原雪絵 渡邊大輔   | 相澤伽月   | 渡辺有紀   | 石崎夏海 木藤貴之 牛尾優衣 重國浩子            | 川﨑玲奈 鳥居貴史 | 11月27日       |
| #9   | ROYAL CROWN      | 菅原雪絵            | 池田愛彩   | 池田愛彩   | 石川洋一 前澤弘美 矢向宏志 津久井快            | 矢向宏志 戸沢東   | 12月4日        |
| #10  | K or K           | 菅原雪絵            | 宗廣智行   | 渡辺水     | 山崎浩平 吉田和香子 木佐貫真矢 横山穂乃花      | 鳥居貴史          | 12月11日       |
| #11  | SKY              | 菅原雪絵            | 北村翔太郎 | 北村翔太郎 | 前澤弘美 斉藤準一 井元一彰 金子みき 福世真奈美 | 川﨑玲奈 矢向宏志 | 12月18日       |
| #12  | ANGELIST         | 菅原雪絵            | 田中智也   | 池田愛彩   | 木藤貴之 石川洋一 牛尾優衣 石崎夏海            | 矢向宏志 戸沢東   | 12月25日       |

## 放送局
| 放送期間 | 放送時間                     | 放送局         | 対象地域   | 備考                                        |
| --- | ---------------------------- | -------------- | ---------- | ------------------------------------------- |
| 2021年10月9日 - 12月25日 | 土曜 0:00 - 0:30（金曜深夜） | TOKYO MX       | 東京都     | 製作参加                                    |
| |                              | とちぎテレビ   | 栃木県     |                                             |
| |                              | 群馬テレビ     | 群馬県     |                                             |
| |                              | BS11           | 日本全域   | BS放送 / 『ANIME+』枠                       |
| 2021年10月10日 - 12月26日 | 日曜 2:30 - 3:00（土曜深夜） | メ〜テレ       | 中京広域圏 |                                             |
| |                              | 朝日放送テレビ | 近畿広域圏 | 『ANiMAZiNG2!!!』枠                         |
| 2021年10月14日 - 12月30日 | 木曜 0:30 - 1:00（水曜深夜） | WOWOWプライム  | 日本全域   | 製作参加 / BS/CS放送 / 『アニメプライム』枠 |
| 2021年11月6日 - | 土曜 20:30 - 21:00           | アニマックス   | 日本全域   | BS/CS放送                                   |
| 放送前々週・前週（後者は最速放送4局ネットのみ）に特別番組『ヴィジュアルプリズン Power Push!! Special Edition』を放送（アニマックスを除く）。 |                              |                |            |                                             |

| 配信開始日     | 配信時間                     | 配信サイト |
| -------------- | ---------------------------- | --- |
| 2021年10月9日  | 土曜 0:00 - 0:30（日曜深夜） | ABEMA |
| 2021年10月12日 | 火曜 12:00 更新              | dアニメストア （本店・ニコニコ支店・for Prime Video） FOD U-NEXT アニメ放題 バンダイチャンネル Hulu TSUTAYA TV ビデオマーケット DMM.com music.jp ひかりTV ニコニコチャンネル GYAO! Amazon Prime Video TELASA J:COMオンデマンド メガパック |
|                | 火曜 23:00 - 23:30           | ニコニコ生放送 |

## BD / DVD
| 巻 | 発売日         | 収録話          | 規格品番     | 規格品番     |
| 巻 | 発売日         | 収録話          | BD限定版     | DVD限定版    |
| -- | -------------- | --------------- | ------------ | ------------ |
| 1  | 2021年12月15日 | 第1話 - 第3話   | ANZX-15361/2 | ANZB-15361/2 |
| 2  | 2022年1月26日  | 第4話 - 第6話   | ANZX-15363/4 | ANZB-15363/4 |
| 3  | 2022年2月23日  | 第7話 - 第9話   | ANZX-15365/6 | ANZB-15365/6 |
| 4  | 2022年3月23日  | 第10話 - 第12話 | ANZX-15367/8 | ANZB-15367/8 |

## コラボCM
菓匠三全（宮城県仙台市）が 仙台銘菓「萩の月」ヴィジュアルプリズンコラボパッケージをオンラインショップにて期間限定販売することによるコラボCM。 ディミトリが子羊たちに商品を丁寧に紹介する。

## 漫画
『VISUAL PRISON comics』のタイトルで、2021年12月24日から2023年4月28日までウェブコミック配信サイト『コミックブシロードWEB』にて連載。単行本は全3巻。
- 漫画- みんとずし
- 原作 - 上松範康 / Afredes
- 監修 - Project VP

## 舞台
演戯『ヴィジュアルプリズン』ー月世饗宴ーというタイトルで、2022年4月8日から17日に天王洲 銀河劇場にて上演された。

### スタッフ（舞台）
- 原作 - 上松範康 / Afredes・Project VP
- 脚本・演出 - 浅井さやか
- 音楽 - Elements Garden